# Bobby Broom
Bobby Broom, Robert Broom, Jr. de son vrai nom, est un guitariste de jazz américain né le 18 janvier 1961 à New York dans l'État de New York. En plus de son travail en solo, il a enregistré des disques avec des saxophonistes tels Sonny Rollins, Ronnie Cuber ou David Murray ainsi qu'avec son propre Bobby Broom Trio et le Deep Blue Organ Trio. Il a étudié la musique à l'université de Berklee et a commencé sa carrière en tant que guitariste pour Art Blakey et ses Jazz Messengers, Dave Grusin, Hugh Masekela et Tom Browne. Son style est très influencés par les guitar heroes de son enfance Wes Montgomery, George Benson, Pat Martino, Kenny Burrell et Grant Green. Au cours de sa carrière, il a pu travailler avec Max Roach, Stanley Turrentine, Kenny Garrett, Miles Davis, Lonnie Smith, Charles Earland, Dr. John, Kenny Burrell, Eric Alexander, Chris Botti ou encore Ramsey Lewis. Il a également été professeur de musique dans de nombreuses universités des États-Unis.

## Discographie
- Clean Sweep, 1981 GRP/Arista Records
- No Problem, 1981 Fantasy Records (avec Sonny Rollins)
- Reel Life, 1983 Fantasy Records (avec Sonny Rollins)
- Livin' For The Beat, 1984 Arista Records
- Cubism, 1992 Fresh Sound Records (avec Ronnie Cuber)
- No Hype Blues, 1995 Criss Cross Jazz
- Waiting and Waiting, 1997 Criss Cross Jazz
- Modern Man, 2001 Delmark Records
- Stand, 2001 Premonition Records
- Deep Blue Bruise, 2004 Delmark Records (avec le Deep Blue Organ Trio)
- Goin' To Town — Live at the Green Mill, 2006 Delmark Records CD and DVD (avec le Deep Blue Organ Trio)
- Sonny, Please, 2006 Doxy Records (avec Sonny Rollins)
- Song and Dance, 2007 Origin Records
- The Way I Play, 2008 Origin Records
- Bobby Broom Plays for Monk, 2009 Origin Records